# Saxifraga vierhapperi
Saxifraga vierhapperi är en stenbräckeväxtart som beskrevs av Hand.-mazz.. Saxifraga vierhapperi ingår i Bräckesläktet som ingår i familjen stenbräckeväxter. Inga underarter finns listade i Catalogue of Life.